# Sichuan Food
Sichuan Food is een Chinees restaurant dat gevestigd is aan de Reguliersdwarsstraat in Amsterdam, Nederland. De zaak werd geopend in 1985 en had in de periode 1993-2005 één Michelinster.
In 2013 kende de GaultMillau het restaurant 11 van de maximaal 20 punten toe.
Chef-kok is S.C. Man.
De Michelinster toegekend in 1993 was de eerste toegekend aan een restaurant in Nederland dat de Chinese keuken voerde. Volgens de website "Reguliers.net" was het tevens het eerste Chinese restaurant in Europa dat een ster mocht ontvangen.